# Guanabarabugten
Guanabarabugten  (portugisisk: Bahia de Guanabara) er en havbugt i det sydøstlige Brasilien, i delstaten Rio de Janeiro.
22°47′26″S 43°09′20″V / 22.790426°S 43.15567°V